# SC DHfK Leipzig
Il SC DHfK Leipzig è una squadra di pallamano maschile tedesca, con sede a Lipsia.

## Palmarès

### Titoli nazionali
- Campionato tedesco orientale: 7
1958-59, 1959-60, 1960-61, 1961-62, 1964-65, 1965-66, 1971-72.

### Titoli internazionali
- Coppa dei Campioni: 1
1965-66.